# Movement (음반)
| 전문가 평가                   | 전문가 평가 |
| 평가 점수                     | 평가 점수   |
| 출처                          | 점수        |
| ----------------------------- | ----------- |
| AllMusic                      | [ 1 ]       |
| The A.V. Club                 | B−          |
| Blender                       | [ 3 ]       |
| Entertainment Weekly          | B           |
| Pitchfork                     | 9.3/10      |
| Q                             | [ 6 ]       |
| The Rolling Stone Album Guide | [ 7 ]       |
| Select                        | 3/5         |
| Uncut                         | [ 9 ]       |
| The Village Voice             | B+          |

《Movement》는 영국의 록 밴드 뉴 오더의 데뷔 스튜디오 음반으로, 1981년 11월 13일, 팩토리 레코드가 발매했다. 발매 당시, 이 음반은 비평가나 관객들로부터 특별히 좋은 평가를 받지 못했으며, 영국 음반 차트에서 30위에 그쳤을 뿐이다. 그러나 회고적 평가는 매우 긍정적이었다.
《슬랜트 매거진》은 이 음반을 "1980년대 최고의 음반" 42위에 올려놓으며 "뉴 오더를 정의하고 팝 음악에 영향을 미치게 될 신스팝 스타일과 조이 디비전의 포스트펑크 사운드 사이에 거의 정확히 들어 있다"고 밝혔다.

## 녹음
1980년 5월, 조이 디비전의 리드 싱어 이언 커티스가 자살한 후, 그리고 그를 둘러싼 사람들에 대한 후속 충격 이후, 남은 멤버들 버나드 섬너와 피터 훅, 그리고 스티븐 모리스가 비록 새로운 이름인 뉴 오더에 속하기는 했지만 계속 이어 나가기로 결정했다. 두 곡, 즉 〈Ceremony〉 (조이 디비전의 마지막 공연에서 처음으로 라이브로 연주, 커티스가 죽기 2주가 조금 넘도록 라이브로 연주)와 〈In a Lonely Place〉(공고되지 않았지만 스튜디오에서 데모한)를 제외하면 연주되는 모든 소재가 새로울 것이다.
《Movement》에 관한 노래 두 곡은 이 밴드가 1980년 여름에 처음 작곡을 시작한 때부터 유래되었다. 〈Dreams Never End〉와 〈Truth〉는 지난 9월, 미국에서 열린 뉴 오더 초창기 콘서트(아직도 3인조 공연)에서 모두 연주됐다. 이 시점에서 누가 보컬리스트가 되어야 하는지에 대해서는 아직 결정되지 않았다. 중간 해결책은 섬너가 훅을 백업으로 하여 메인 보컬의 역할을 맡아야 한다고 최종 결정하기 전에 세 멤버 모두가 교대로 노래를 부르는 것이었다(〈Dreams Never End〉와 〈Doubts Even Here〉에서 주연을 불렀다). 1980년 10월, 모리스의 여자친구 질리언 길버트의 소개로 기타와 키보드를 연주하고 노래를 불러야 하는 섬너의 부담을 가볍게 하고, 밴드가 좀 더 전자적인 접근을 추구할 수 있게 되었다.

## 커버 아트
이 음반의 커버는 피터 사빌이 디자인했으며 이탈리아의 미래파 포투나토 데페로의 포스터를 바탕으로 만들어졌다.
상위 3개 라인이 만든 모양은 'F'(뒷면에 늘어뜨림)로, 팩토리 레코드/팩토리 커뮤니케이션즈 리미티드를 가리키며, 하단 2개 라인은 'L'(앞면에 늘어짐), 로마 숫자 50, 오리지널 카탈로그는 FACT 50이었다. 그 선들의 파란색은 밴드에 의해 선택되었고, 미국의 첫 번째 복사본은 상아색 바탕에 같은 갈색 디자인을 가지고 있었다.

## 곡 목록
모든 곡들은 특별한 언급이 없는 한 버나드 섬너, 피터 훅, 질리언 길버트 그리고 스티븐 모리스에 의해 작사/작곡하였다.
| #  | 제목                 | 재생 시간 |
| -- | -------------------- | --------- |
| 1. | 〈Dreams Never End〉 | 3:13      |
| 2. | 〈Truth〉            | 4:37      |
| 3. | 〈Senses〉           | 4:45      |
| 4. | 〈Chosen Time〉      | 4:07      |
| 5. | 〈ICB〉              | 4:33      |
| 6. | 〈The Him〉          | 5:29      |
| 7. | 〈Doubts Even Here〉 | 4:16      |
| 8. | 〈Denial〉           | 4:20      |

| #   | 제목                           | 작사·작곡   | 재생 시간 |
| --- | ------------------------------ | ----------- | --------- |
| 1.  | 〈Ceremony〉 (1981년 9월 버전) | 조이 디비전 | 4:23      |
| 2.  | 〈Temptation〉 (7인치 버전)    |             | 5:26      |
| 3.  | 〈In a Lonely Place〉          | 조이 디비전 | 6:16      |
| 4.  | 〈Everything's Gone Green〉    |             | 5:30      |
| 5.  | 〈Procession〉                 |             | 4:27      |
| 6.  | 〈Cries and Whispers〉         |             | 3:25      |
| 7.  | 〈Hurt〉                       |             | 8:13      |
| 8.  | 〈Mesh〉                       |             | 3:02      |
| 9.  | 〈Ceremony〉 (1981년 1월 버전) | 조이 디비전 | 4:39      |
| 10. | 〈Temptation〉 (12인치 버전)   |             | 8:47      |